# 5259 Epeigeus
5259 Epeigeus (1989 BB1) là một Trojan của Sao Mộc được phát hiện ngày 30 tháng 1 năm 1989 bởi Shoemaker, C. S. ở Palomar. Nó được đặt theo tên the Myrmidon Epeigeus.